# Velika nagrada Dieppa 1934
Velika nagrada Dieppa 1934 je bila neprvenstvena dirka za Veliko nagrado v sezoni 1934. Odvijala se je 22. julija 1934 v Dieppu.

## Poročilo

### Pred dirko
Zaradi dirk Coppa Ciano in Velika nagrada Albija, ki sta potekali na isti dan, je bila štartna vrsta nekoliko okrnjena. Dirka je potekala v dveh enournih preddirkah in dvournemu finalu, kamor se je uvrstilo po najhitrejših pet dirkačev. V drugi preddirki se je smrtno ponesrečil Jean Gaupillat.

### Dirka
Marcel Lehoux je povedel na štartu, sledil mu je Louis Chiron, ki pa je naredil v ovinku Saint Aubyn napako, trčil v robnik, pri poškodoval vzmetenje na svojem dirkalniku in nekaj krogov kasneje odstopil. Po prvem krogu so tako vodilnemu Francozu sledili Philippe Étancelin, Chris Staniland, Clifton Penn-Hughes in José Scaron. Étancelin je bil zelo blizu vodilnemu Lehouxu in ga tudi uspel prehiteti, a ga je ta takoj nazaj prehitel. Vodilna dirkača sta še večkrat zamenjala mesti, toda kmalu je postalo jasno, da je Étancelinov Maserati 8CM hitrejši na ravnini in lahko kadar koli prehiti rojaka. V triindvajsetem krogu je Lehoux moral še na postanev v bokse za menjavo svečk, tako da je Étancelin zdaj imel že dvominutno prednost in je neogrožen zmagal. Lehoux je že s krogom zaostana osvojil drugo mesto, Earl Howe pa tretje.

## Rezultati

### Prva pred-dirka
Odebeljeni dirkači so se uvrstili v finale.
| Poz | Št | Dirkač                      | Moštvo           | Dirkalnik        | Krogi | Čas/Odstop | Št. m. |
| --- | -- | --------------------------- | ---------------- | ---------------- | ----- | ---------- | ------ |
| 1   | 2  | Philippe Étancelin          | Privatnik        | Maserati 8CM     | 15    | 127,8 km   | 2      |
| 2   | 4  | Marcel Lehoux               | Scuderia Ferrari | Alfa Romeo P3    | 15    | 127,0 km   | 1      |
| 3   | 26 | Chris Staniland             | TASO Mathieson   | Bugatti T51      | 15    | 123,9 km   | 6      |
| 4   | 8  | Clifton Penn-Hughes         | Privatnik        | Alfa Romeo Monza | 15    | 122,5 km   | 5      |
| 5   | 6  | José Scaron                 | H W Cook         | Alfa Romeo Monza | 15    | 122,4 km   | 10     |
| 6   | 24 | José María de Villapadierna | Privatnik        | Maserati 8CM     | 14    | +1 krog    | 4      |
| 7   | 10 | Freddie Clifford            | Privatnik        | Alfa Romeo Monza |       |            | 8      |
| 8   | 16 | Robert Eonnet               | Privatnik        | Bugatti T51      |       |            | 9      |
| Ods | 20 | John Ludovic Ford           | Privatnik        | MG K3            | 1     | Trčenje    | 3      |
| Ods | 27 | Lindsay Eccles              | Privatnik        | Bugatti T51      | 0     | Trčenje    | 7      |
| DNA | 12 | Luigi Soffietti             | Scuderia Siena   | Alfa Romeo       |       |            |        |
| DNA | 14 | Jean Cattaneo               | Privatnik        | Bugatti          |       |            |        |
| DNA | 18 | Jean Renaldi                | Privatnik        | Bugatti          |       |            |        |

### Druga pre-ddirka
Odebeljeni dirkači so se uvrstili v finale.
| Poz | Št | Dirkač             | Moštvo                      | Dirkalnik        | Krogi | Čas/Odstop     | Št. m. |
| --- | -- | ------------------ | --------------------------- | ---------------- | ----- | -------------- | ------ |
| 1   | 1  | Louis Chiron       | Scuderia Ferrari            | Alfa Romeo P3    | 15    | 122.8 km       |        |
| 2   | 5  | Goffredo Zehender  | Officine Alfieri Maserati   | Maserati 8CM     | 14    | +1 krog        |        |
| 3   | 7  | Earl Howe          | Privatnik                   | Maserati 8CM     | 14    | +1 krog        |        |
| 4   | 9  | Tim Rose-Richards  | Privatnik                   | Bugatti T51      | 14    | +1 krog        |        |
| 5   | 19 | Mlle. Hellé-Nice   | Marcel Lehoux               | Alfa Romeo Monza | 12    | +3 krogi       |        |
| Ods | 25 | Clemente Biondetti | Gruppo Genovese San Giorgio | Maserati 26M     | 13    | Ogenj          |        |
| Ods | 25 | Raymond Mays       | H W Cook                    | ERA A            | 6     | Vžig           |        |
| Ods | 23 | Jean Gaupillat     | Privatnik                   | Bugatti T51      | 3     | Smrtna nesreča |        |
| Ods | 21 | Jean Delorme       | Privatnik                   | Bugatti T51      | 1     | Trčenje        |        |
| DSQ | 22 | Robert Cazaux      | Privatnik                   | Bugatti T51      | 0     | Zunanja pomoč  |        |
| DNA | 3  | Whitney Straight   | Whitney Straight Ltd.       | Maserati         |       |                |        |
| DNA | 15 | Hugh Hamilton      | Whitney Straight Ltd.       | Maserati         |       |                |        |

### Finale
| Poz | Št | Dirkač              | Moštvo                    | Dirkalnik        | Krogi | Čas/Odstop | Št. m. |
| --- | -- | ------------------- | ------------------------- | ---------------- | ----- | ---------- | ------ |
| 1   | 2  | Philippe Étancelin  | Privatnik                 | Maserati 8CM     | 30    | 241.9 km   | 1      |
| 2   | 4  | Marcel Lehoux       | Scuderia Ferrari          | Alfa Romeo P3    | 29    | +1 krog    | 2      |
| 3   | 7  | Earl Howe           | Privatnik                 | Maserati 8CM     | 29    | +1 krog    | 8      |
| 4   | 9  | Tim Rose-Richards   | Privatnik                 | Bugatti T51      | 29    | +1 krog    | 9      |
| 5   | 8  | Clifton Penn-Hughes | Privatnik                 | Alfa Romeo Monza | 29    | +1 krog    | 5      |
| 6   | 6  | José Scaron         | H W Cook                  | Alfa Romeo Monza | 29    | +1 krog    | 6      |
| 7   | 19 | Mlle. Hellé-Nice    | Marcel Lehoux             | Alfa Romeo Monza | 28    | +2 kroga   | 10     |
| Ods | 1  | Louis Chiron        | Scuderia Ferrari          | Alfa Romeo P3    | 7     | Vzmetenje  | 4      |
| Ods | 26 | Chris Staniland     | TASO Mathieson            | Bugatti T51      | 6     | Motor      | 3      |
| Ods | 5  | Goffredo Zehender   | Officine Alfieri Maserati | Maserati 8CM     | 1     | Zavore     | 7      |